# Malkat Ed-Dar Mohamed
Malkat Ed-Dar Mohamed Abdullah (1920 – 1969) là một tiểu thuyết gia, nhà soạn nhạc và nhà thơ người Sudan. Bà sinh ra ở El-Obaid, Sudan. Cuốn tiểu thuyết của bà, The Wide Hollowness, là tác phẩm đầu tiên miêu tả cuộc sống và những khó khăn của người phụ nữ làm việc trong xã hội Sudan. Tuy nhiên, cuốn tiểu thuyết này cũng đã bị chỉ trích vì lý tưởng hóa vùng nông thôn Sudan.